# 通用横轴墨卡托投影
通用横轴麥卡托投影（Universal Transverse Mercator，简称UTM）是一种地图投影法。它使用笛卡兒座標系，標記南緯80°至北緯84°之間的所有位置。

## 地球模型
本座標系統採用WGS84系統作為座標基礎。

## 座標編排

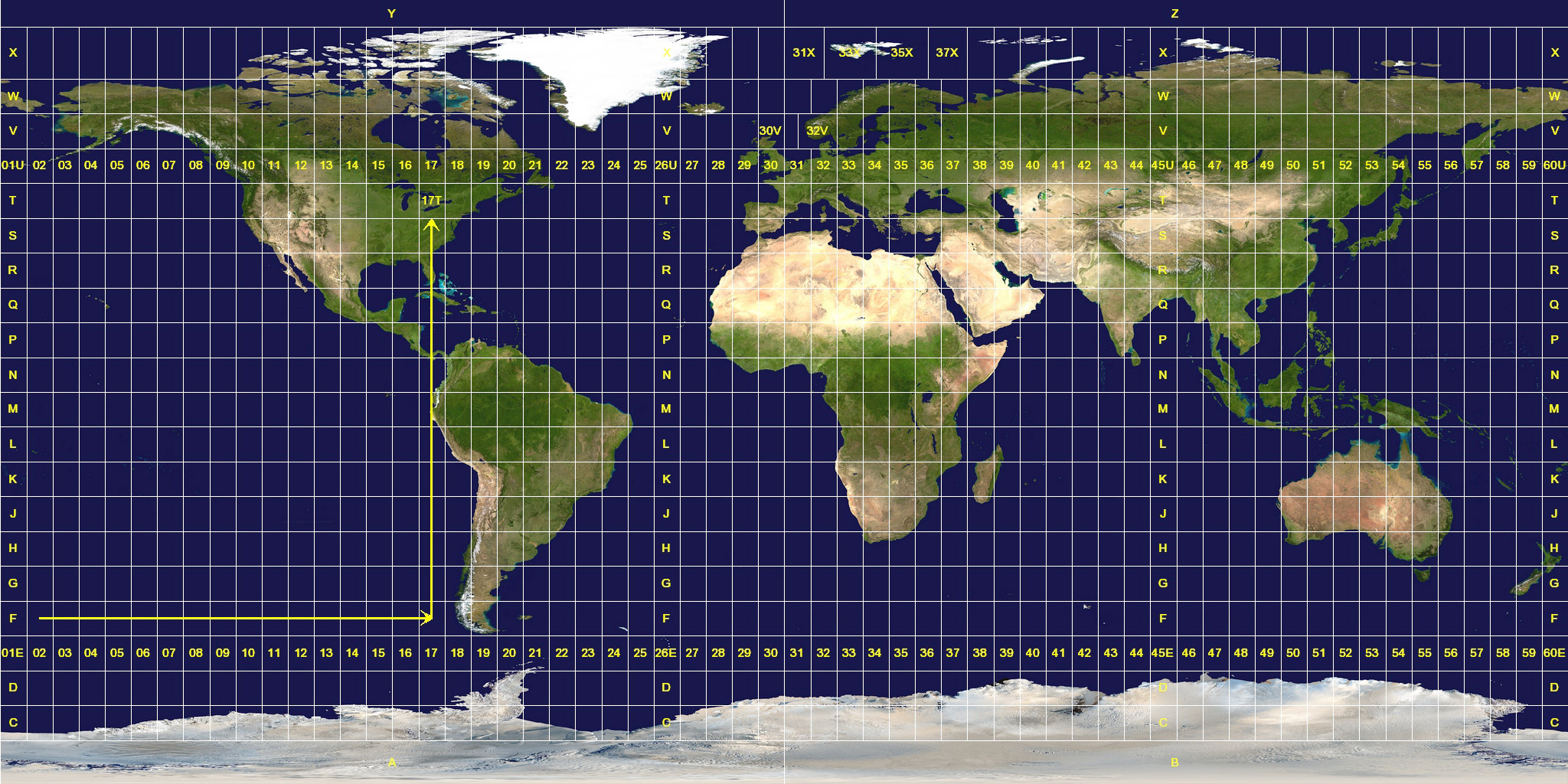
通用横轴墨卡托投影各方格

座標格式如下︰
[經度區間][緯度區間] [方格座標]

### 緯度區間
從南緯80°開始，每8°被編排為一個緯度區間，而最北的緯度區間（北緯74°以北之區間）則被延伸至北緯84°，以覆蓋世界上大部分陸地。
每一個緯度區間均以一個英文字母表示，由南向北數以"C"至"X"編排，具體情況如下︰
| 緯度              | 英文字母 |
| ----------------- | -------- |
| 南緯80° - 南緯72° | C        |
| 南緯72° - 南緯64° | D        |
| 南緯64° - 南緯56° | E        |
| 南緯56° - 南緯48° | F        |
| 南緯48° - 南緯40° | G        |
| 南緯40° - 南緯32° | H        |
| 南緯32° - 南緯24° | J        |
| 南緯24° - 南緯16° | K        |
| 南緯16° - 南緯8°  | L        |
| 南緯8° - 0°(赤道) | M        |
| 0°(赤道) - 北緯8° | N        |
| 北緯8° - 北緯16°  | P        |
| 北緯16° - 北緯24° | Q        |
| 北緯24° - 北緯32° | R        |
| 北緯32° - 北緯40° | S        |
| 北緯40° - 北緯48° | T        |
| 北緯48° - 北緯56° | U        |
| 北緯56° - 北緯64° | V        |
| 北緯64° - 北緯72° | W        |
| 北緯72° - 北緯84° | X        |

### 經度區間
每6°被編排為一經度區間。
每一個經度區間均以一個數字表示，由西向東數以01至60編排。

### 方格座標
方格由每一個緯度和經度區間重疊而成，而一點的方格座標指該點由方格西南角起計向北和向東的距離。
座標可由不同位數的數字組成，視乎準確度而定。一般會以4位數或6位數報告，即︰
- 1965 8364 (4位數)
- 196532 836497 (6位數)

注意︰若果一點與南南角距離非正整數，其距離將會下調至最接近的正整數，而非採取四捨五入制。
簡而言之，座標範例︰
- 50Q 1947 3910
- （經緯 北距 東距）